# Christoph Heinrich Brecht
Christoph Heinrich Brecht (* 18. Juli 1911 in Posen; † 27. Mai 1965 in Neuendettelsau) war ein deutscher Rechtshistoriker.

## Leben
Christoph Heinrich Brecht war ein Sohn der ersten Ehe des Germanisten Walther Brecht (1876–1950) mit Adelheid von Koenen (1874–1911), Tochter des Göttinger Geologen Adolf von Koenen, die kurz nach seiner Geburt verstarb. Der Vater heiratete 1913 in zweiter Ehe Erika Leo (1887–1949), die Tochter des Göttinger Latinisten Friedrich Leo. Nach Stationen an den Universitäten in Göttingen, Posen, Wien und Breslau erhielt Walther Brecht 1927 eine Professur für Neuere deutsche Literatur an der Ludwig-Maximilians-Universität in München.
In München trat Christoph Heinrich Brecht zum Schuljahr 1927/28 in das Münchner Maximiliansgymnasium ein und legte dort 1929 die Abiturprüfung ab. Anschließend studierte er Rechtswissenschaften an der Universität Wien und an der Ludwig-Maximilians-Universität München, wo ihn insbesondere Leopold Wenger, Walter Otto und Mariano San Nicolò prägten. Sie vermittelten Brecht an Wilhelm Kroll, den Herausgeber der Realencyclopädie der Altertumswissenschaft, der ihn im Frühjahr 1936 beauftragte, einen Artikel über den Straftatbestand der perduellio zu verfassen. Aus diesem Artikel entwickelte er seine Dissertation Perduellio, mit der er 1937 promoviert wurde (erschienen 1938).
1941 folgte Brechts Habilitation. Seine Habilitationsschrift Zur Haftung der Schiffer im antiken Recht konnte wegen der Kriegsumstände nicht gedruckt werden. Kurz nach ihrer Fertigstellung verlor Brecht durch ein schweres organisches Nervenleiden die Möglichkeit zu weiterer wissenschaftlicher Arbeit.
In der kurzen Zeit von seiner Promotion bis zum Ausbruch des Nervenleidens veröffentlichte Brecht außerdem eine Studie über die römischen Comitia und einige Artikel für die Realencyclopädie der classischen Altertumswissenschaft. Das Manuskript seiner Habilitationsschrift übersandte er im Herbst 1960 an das Leopold-Wenger-Institut der Universität München. Es wurde im Frühjahr 1962 auf Initiative von Wolfgang Kunkel und Hermann Bengtson in der Reihe Münchener Beiträge zur Papyrusforschung und antiken Rechtsgeschichte veröffentlicht.

## Schriften (Auswahl)
- Perduellio. Eine Studie zu ihrer begrifflichen Abgrenzung im römischen Strafrecht bis zum Ausgang der Republik (= Münchener Beiträge zur Papyrusforschung und antiken Rechtsgeschichte. H. 29). Beck, München 1938, (Zugleich: München, Universität, Dissertation, 1937).
- Zur Haftung der Schiffer im antiken Recht (= Münchener Beiträge zur Papyrusforschung und antiken Rechtsgeschichte. H. 45). Beck, München 1962, (Zugleich: München, Universität, Habilitations-Schrift, 1941).